# Sojuz-TM
Sojuz-TM (ros. Союз-ТМ) – czwarta generacja pojazdów kosmicznych typu Sojuz, przeznaczonych do lotów na stację kosmiczną Mir, a także w latach 2000–2002 na Międzynarodową Stację Kosmiczną. W porównaniu do Sojuza-T, Sojuz-TM miał lepsze systemy lądowania, komunikację radiową oraz nowy system zbliżania Kurs.